# Ramón Gil Osorio
Ramón Gil Osorio (Villena, 6 de agosto de 1813 — Madrid, 16 de noviembre de 1880) fue un jurista y político español.

## Biografía
Ramón Gil Osorio nació en Villena (Alicante) el 6 de agosto de 1813 y fue bautizado en la iglesia arciprestal de Santiago. Estudió Derecho en la Universidad de Valencia. Ejerció durante sus primeros años en el despacho del también villenense Joaquín María López, al que le unían lazos de amistad.
Entró a trabajar en el Ministerio de Gracia y Justicia en 1843 y cuatro después fue nombrado magistrado de la Audiencia de Barcelona. Volvió a dicho Ministerio en 1848 y más tarde recibió el nombramiento de fiscal de la Audiencia de Madrid. Durante estos años se hizo conocido por sus dotes de oratoria en varios casos legales, incluyendo un conato de regicidio contra Isabel II.
Empezó a figurar en política en el año 1849 o 1850. Fue elegido primero como diputado por Casas-Ibáñez (Albacete) y más tarde, en 1859, representó como diputado a Sax (Alicante). Desde sus inicios estuvo afiliado al partido moderado. En 1857 fue nombrado subsecretario del Ministerio de Gracia y Justicia.
En 1864 fue nombrado fiscal togado del Tribunal Supremo de Guerra y Marina, cargo que mantuvo hasta la Revolución «Gloriosa» de 1868. Ocupando este cargo intervino en la causa con motivo de la sublevación de Aragón y muerte del general Martín Manso de Zúñiga en 1867. Si bien en 1867 había sido nombrado senador vitalicio, renunció a este cargo al momento de la Revolución y se retiró a la vida privada. Tras la restauración monárquica volvió a ejercer como político en la directiva del partido moderado hasta pocos días antes de su muerte, ocurrida el 16 de noviembre de 1880.

## Condecoraciones
- Caballero gran cruz de la Orden de Isabel la Católica[1]

Además, el ayuntamiento de Villena le dedicó una calle.